# Delia aniseta
Delia aniseta este o specie de muște din genul Delia, familia Anthomyiidae. A fost descrisă pentru prima dată de Stein în anul 1920. Conform Catalogue of Life specia Delia aniseta nu are subspecii cunoscute.